# شهرستان رفسنجان
شهرستان رَفسَنْجان مهمترین شهرستان استان کرمان هست و بزرگترین معادن مس ایران از جمله معدن مس سرچشمه و معدن مس سریدون در این شهرستان وجود دارند همچنین چهار معدن مس خصوصی دیگر و چندین معدن آهن دارد و بزرگترین کشاورزی و جنگل کسادرزی دست کاشت دنیا در رفسنجان وجود دارد و با بیش از دویست و چهل کارخانه یکی از شهرهای مهم صنعتی کشور محسوب می شود  از شهرستان‌های استان کرمان است. مرکز این شهرستان شهر رفسنجان است.

## جمعیت
جمعیت شهرستان رفسنجان بنا بر سرشماری سال ۱۳۹۵ مرکز آمار ایران، برابر ۳۰۵،۴۲۱ نفر بوده‌است.

## جغرافیا
این شهرستان در شمال غرب کرمان قرار دارد و از لحاظ ارتباطی شهری در سر راه دو شهر کرمان و یزد است. بخش نوق ازبخش‌های این شهرستان می‌باشد. دو بخش نوق به مرکزیت بهرمان و فردوس به مرکزیت صفائیه در جلگه‌ای میان دو رشته‌کوه قرار گرفته و دارای تقریباً ۱۰۰ کیلومتر طول است. این بخش‌ها به علت داشتن خاک مناسب، بهترین منطقهٔ کشور و از بهترین نقاط دنیا در برداشت محصول پسته می‌باشد. پستۀ رفسنجان شهرت جهانی دارد.
شهرستان رفسنجان با وسعتی حدود ۷٬۶۷۸ کیلومتر مربع در شمال غرب استان کرمان واقع شده‌است. با بخش‌های مرکزی، نوق، کشکوئیه، فردوس و شهرهای رفسنجان، مس سرچشمه، کشکوئیه، بهرمان، می‌باشد که شهرستان انار در سال ۱۳۸۸ از این شهرستان منفک و مستقل گردیده‌است.
شهرستان رفسنجان از شمال به شهرستان زرند، از شرق به شهرستان کرمان، از جنوب شرق به شهرستان بردسیر، ازجنوب به شهرستان سیرجان، از  غرب به شهرستان های شهربابک و انار و از شمال غرب به شهرستان های مهریز و بافق در استان یزد محدود می‌شود. 
ارتفاع این شهرستان در مرکز شهر ۱٬۴۶۹ متر از سطح دریا است. ۴۵ درصد از جمعیت شهرستان در مناطق روستایی زندگی می‌کنند و مهم‌ترین فعالیت اقتصادی آن‌ها باغداری (کشت پسته) است.
در ۵۵ کیلومتری جنوب این شهرستان کارخانجات مس سرچشمه واقع شده‌است که بزرگ‌ترین معادن مس ایران در آن فرآوری می‌شود.

## تقسیمات کشوری
شهرستان رفسنجان در تقسیمات کشوری جدید ایران که در زمان رضا شاه پهلوی شکل گرفت، در ۲۵ مهر ۱۳۲۴ با تصویب هیئت وزیران به شهرستان تبدیل شد.
براساس آخرین تقسیمات،شهرستان رفسنجان دارای ۴ بخش، ۱۴ دهستان و ۶ شهر به شرح زیر است:

### شهرستان رفسنجان
| بخش     | مرکز بخش | جمعیت بخش ۱۳۹۵ | نام دهستان | مرکز دهستان | جمعیت دهستان ۱۳۹۵ | شهر                 | جمعیت شهر ۱۳۹۵        |
| ------- | -------- | -------------- | ---------- | ----------- | ----------------- | ------------------- | --------------------- |
| مرکزی   | رفسنجان  | ۲۵۹،۰۷۳ نفر    | قاسم‌آباد   | قاسم‌آباد    | ۲۳٬۸۶۹ نفر        | رفسنجان مس سرچشمه   | ۱۶۱٬۹۰۹ نفر ۵٬۹۶۷ نفر |
| مرکزی   | رفسنجان  | ۲۵۹،۰۷۳ نفر    | اسلامیه    | هرمزآباد    | ۲۰٬۱۸۲ نفر        | رفسنجان مس سرچشمه   | ۱۶۱٬۹۰۹ نفر ۵٬۹۶۷ نفر |
| مرکزی   | رفسنجان  | ۲۵۹،۰۷۳ نفر    | آزادگان    | رضاآباد     | ۱۴٬۴۲۷ نفر        | رفسنجان مس سرچشمه   | ۱۶۱٬۹۰۹ نفر ۵٬۹۶۷ نفر |
| مرکزی   | رفسنجان  | ۲۵۹،۰۷۳ نفر    | کبوترخان   | کبوترخان    | ۱۲٬۱۱۴ نفر        | رفسنجان مس سرچشمه   | ۱۶۱٬۹۰۹ نفر ۵٬۹۶۷ نفر |
| مرکزی   | رفسنجان  | ۲۵۹،۰۷۳ نفر    | رزم آوران  | لاهیجان     | ۸٬۷۶۶ نفر         | رفسنجان مس سرچشمه   | ۱۶۱٬۹۰۹ نفر ۵٬۹۶۷ نفر |
| مرکزی   | رفسنجان  | ۲۵۹،۰۷۳ نفر    | خنامان     | خنامان      | ۵٬۶۶۲ نفر         | رفسنجان مس سرچشمه   | ۱۶۱٬۹۰۹ نفر ۵٬۹۶۷ نفر |
| مرکزی   | رفسنجان  | ۲۵۹،۰۷۳ نفر    | دره دران   | داوران      | ۴٬۴۶۱ نفر         | رفسنجان مس سرچشمه   | ۱۶۱٬۹۰۹ نفر ۵٬۹۶۷ نفر |
| مرکزی   | رفسنجان  | ۲۵۹،۰۷۳ نفر    | سرچشمه     | سرچشمه      | ۱٬۷۱۶ نفر         | رفسنجان مس سرچشمه   | ۱۶۱٬۹۰۹ نفر ۵٬۹۶۷ نفر |
| کشکوئیه | کشکوئیه  | ۲۲،۱۳۳ نفر     | شریف‌آباد   | شریف‌آباد    | ۷٬۱۰۰ نفر         | کشکوئیه             | ۷٬۶۴۴ نفر             |
| کشکوئیه | کشکوئیه  | ۲۲،۱۳۳ نفر     | کشکوئیه    | کشکوئیه     | ۵٬۹۶۹ نفر         | کشکوئیه             | ۷٬۶۴۴ نفر             |
| کشکوئیه | کشکوئیه  | ۲۲،۱۳۳ نفر     | راویز      | حوم‌الدین    | ۱٬۴۲۰ نفر         | کشکوئیه             | ۷٬۶۴۴ نفر             |
| فردوس   | صفائیه   | ۱۹،۰۲۰ نفر     | رضوان      | اسماعیل‌آباد | ۱۰٬۶۶۸ نفر        | صفائیه              | ۲٬۴۷۸ نفر             |
| فردوس   | صفائیه   | ۱۹،۰۲۰ نفر     | فردوس      | صفائیه      | ۵٬۸۷۴ نفر         | صفائیه              | ۲٬۴۷۸ نفر             |
| نوق     | بهرمان   | ۱۳،۹۵۵ نفر     | بهرمان     | بهرمان      | ۴٬۵۵۸ نفر         | بهرمان جوادیه الهیه | ۵٬۲۶۵ نفر ۴٬۱۳۲ نفر   |

## تاریخچه رفسنجان
رفسنجان اسامی مختلفی دارد که بیشتر در ارتباط با ذخایر زیر زمینی آن نامگذاری شده‌است. مانند رفسنگان یا رفسنگ به معنای مس که عربی شده آن رفسنجان است. از دو کلمه رفسنگ به معنای مس و کان به معنای معدن. این شهر قدمتی دیرینه دارد و باغ‌های پسته آن مشهور است.

## دانشگاه‌ها
۱. دانشگاه ولی عصر رفسنجان
۲. دانشگاه علامه جعفری رفسنجان
۳. دانشگاه پیام نور
۴. دانشگاه علوم پزشکی رفسنجان
۵. پزشکی
۶. دندانپزشکی
۷. دانشگاه کار
۸. دانشگاه آزاد اسلامی
۹. دانشگاه نرجس

## مطبوعات و وبگاه‌های خبری
در رفسنجان چندین نشریه به صورت هفتگی منتشر می‌گردد.

ترتیب بر اساس حروف الفبا
۱. هفته‌نامۀ آینۀ رفسنجان به مدیر مسئولی حسن باقری رفسنجانی و سر دبیری رضا رنجبر توتوئی
۲. هفته‌نامۀ بانگ جرس به مدیر مسئولی محمد اسدی (رئیس دانشگاه علامه جعفری)
۳. هفته‌نامۀ رفسنجان به مدیر مسئولی محمد ریاحی و مدیر اجرایی احمد ریاحی
۴. هفته‌نامۀ گلبانگ
۵. هفته‌نامۀ مهرآور به مدیر مسئولی حسین تقوی رشیدی‌زاده و سردبیری اکبر خدادادی

## اقامتگاه‌ها
۱. هتل هیلان
۲. هتل الماس
۳. مهمانسرای رفسنجان

## محدودهٔ محلات شهر رفسنجان
۱. صادق‌آباد؛ پشت بیمارستان تا جادهٔ سرچشمه
۲. اسدآباد فارسی (منطقه‌ای در سمت چپ بلوار خلیج فارس که در بخش عظیمی از آن کشت پسته صورت می‌گیرد)
۳. اسدآباد (منطقهٔ مابین بلوار جمهوری و بلوار امام حسین)
۴. الله‌آباد (خیابان بسیج، خیابان شهید شریفی)
۵. قطب‌آباد (بلوار شریعتی غربی، خیابان معلم)
۶. کمال‌آباد (خیابان کارگر)
۷. عباس‌آباد (حوالی بلوار مطهری)
۸. رحمت آباد (میدان استاد شهریار)
۹. رستم‌آباد (خیابان ۱۵ خرداد)
۱۰. علی‌آباد (میدان انقلاب)
۱۱. فیض آباد (بلوار امام رضا)
۱۲. گرگین (از ادارهٔ پست تا آهن‌فروشی ۱۱۰)
۱۳. خواجو (محدودهٔ میدان شهید پرتویی (راهنمایی و رانندگی) تا میدان شهید امینی)
۱۴. مؤمن‌آباد (خیابان شهید خالویی و خیابان سرچشمه‌پور و خیابان اندیشه)
کشاورزی در رفسنجان
رفسنجان درگذشته به دلیل زمین‌های حاصلخیزش عمدهٔ محصولات کشاورزی مانند پنبه، گندم، جو، ارزن، کشت می‌شود. انواع درختان میوه در کوهپایه و انواع درختان پسته در دشت رفسنجان میان کوه‌های شرقی و غربی از منطقهٔ بیاض تا خنامان به‌صورت وحشی (خودرو) بوده، به طوری که در سفرنامهٔ مارکوپولو از جنگل‌های انبوهی از این نوع درخت در رفسنجان یادشده است.
شاید بتوان یک دلیل این ادعا را تک‌درخت هزار و پانصدسالهٔ پسته در دهکدهٔ تاریخی اودرج و درختان هزارسالهٔ امامزاده شاه چهل تن خنامان نام برد.
پرورش پسته در رفسنجان از نظر توسعهٔ باغات پسته با گذشته قابل‌مقایسه نیست، هم‌اکنون درخت پسته غالب منطقه است. تا آنجایی که یک‌صد و سی هزار هکتار زمین‌ها به کشت پسته اختصاص دارد و در حدود ۱۲۰ تا ۱۴۰ هزار تن پسته در سال برای کشاورزان به همراه دارد. به‌طور کلی حدود ۳۰٫۹ درصد سطح زیر کشت محصول باغی استان کرمان در شهر رفسنجان قرار دارد. بیشترین مناطق پسته‌کاری در رفسنجان به رقم‌های اکبری و کله‌قوچی اختصاص داده شده‌است.
صنایع دستی رفسنجان
صنایع دستی در گذشته رواج گستردهای در این منطقه داشته‌است که قلم‌زنی بر روی مس، قالی باقی، گلیم‌باقی، جاجیم‌بافی، سفال‌گری، مسگری، گیوه‌دوزی، خراطی، پته‌دوزی، قلاب‌بافی، از جمله صنایع دستی بوده‌اند.
قالی باقی
در حال حاضر صنایع‌دستی شهرستان رفسنجان که قابلیت‌های اقتصادی دارند، می‌توان به قالی‌بافی با زرح و نقشهٔ شاه‌عباسی، لیلی مجنون، درختی، شکارگاه، سبزی‌کار، جنگل و لچک ترنجی در اندازه‌های (۲*۳ و ۳*۵ و ۲*۵ و ۳*۴ و ۶*۱۲) نام برد.
پته‌دوزی
پته‌دوزی یک هنر اصیل ایرانی است که به آن سلسه‌دوزی یا فطه‌دوزی هم می‌گویند. پارچه‌ای زمینه پته پارچه‌ای ضخیم و پشمی است که عریض نامیده می‌شود. پته‌دوزی نوعی دوخت گل‌وبته با دست بر روی شال کرکی گفته می‌شود که در دیار رفسنجان مرسوم است و برای دوخت سجاده، جانمازی، رومیزی، جلد قرآن و پرده استفاده می‌شود.
سوغات رفسنجان
پسته
مهم‌ترین سوغات رفسنجان پسته است که نه تنها شهرت کشوری بلکه شهرتی جهانی دارد.
انواع پسته (پستهٔ اکبری، پستهٔ احمد آقایی، پستهٔ کله‌قوچی و پستهٔ فندقی) را می‌توان در این شهرستان یافت.
کلمپه
شیرینی کلمپه را به دلیل خشک بودنش می‌توان برای مدت طولانی در ظرف بسته نگهداری کنید و شیرینی که به دلیل استفاده از شهد خرما ضرر کمتری نسبت به سایر شیرینی‌ها دارد. در گذشته به روش سنتی و با استفاده از روغن محلی و خرمای نخلستان و پستهٔ رفسنجان و گردو و آتش هیزم تهیه می‌شود و ظاهری ساده‌ای داشته‌است اما امروزه کلمپه ظاهری شبیه کلوچه دارد و برای تزیین آن معمولاً از پودر پسته یا خلال پسته استفاده می‌شود.
کماج سهن
کماج سهن یکی از شیرینی‌های سنتی می‌باشد که در تهیهٔ آن از خمیر جوانهٔ گندم استفاده می‌شود و همچنین برای تهیهٔ آن از ادویه‌های مشهوری مثل دارچین و زیره و برخی گیاهان دارویی نیز استفاده می‌شود. این شیرینی بسیار مقوی و پرانرژی هست با وجود اینکه این نوع شیرینی هیچ‌گونه مواد نگهدارنده‌ای ندارد می‌تواند برای مدت طولانی و بیرون از یخچال نگهداری کرد.
قاووت
این نوع شیرینی که از قدیم ادیام مردم رفسنجان آن را درست می‌کردند و قدمتی طولانی دارد. در لهجهٔ کرمانی به آن قو وتو یا قویت می‌گویند. این پودر خوراکی که باید آن را نوعی شیرینی به حساب آورد در انواع مختلفی تولید می‌شود که طعم‌های متفاوتی دارد. معمولاً برای تهیه از انواع مغزها، ادویهٔ مختلف، بذر گیاهان، گیاهان دارویی، جو، گندم، کنجد، قهوه و نخودچی استفاده می‌کنند.